# Saison 1948-1949 des Sports réunis Colmar
Vous lisez un « article de qualité » labellisé en 2012.
Maillots
La saison 1948-1949 des Sports réunis Colmar voit le club disputer pour l'unique fois de son histoire le championnat de France de football de Division 1, après avoir terminé deuxième de Division 2 1947-1948.
L'entraîneur est, depuis 1946, Charles Nicolas. Le club colmarien, qui vient de réaliser deux exercices satisfaisants en Division 2 avec l'ancien Troyen, décide de le maintenir à son poste.
La saison commence en demi-teinte, avec notamment une défaite 7-2 contre le tenant du titre, l'Olympique de Marseille. Il faut attendre la sixième journée pour une première victoire, contre le FC Nancy. Celle-ci ouvre la voie à des résultats irréguliers, alternant victoire, match nul et défaite, sur des scores variés, parfois très déséquilibrés. Cette série de résultats irréguliers s'arrête néanmoins à la vingt-deuxième journée, à partir de laquelle le club enchaîne neuf matchs sans victoire, dont sept défaites. Les trois derniers matchs sont toutefois des victoires. En Coupe de France, le club est éliminé en trente-deuxièmes de finale par l'US Quevilly, alors en CFA.
À l'issue de la saison, l'équipe obtient son maintien, en finissant à la onzième place sur dix-huit. Toutefois, la mort du président-mécène des SRC Joseph Lehmann, un généreux industriel surnommé par les supporters « le bon papa Lehmann », entraîne la fin du professionnalisme à Colmar. Le club, ne pouvant plus s'assumer financièrement, décide d'abandonner sa place en Division 1, et de repartir en championnat amateur, soit au premier niveau footballistique amateur français.

## Avant-saison

### Genèse de la saison
Les Sports réunis Colmar sont un club sportif fondé en 1920, possédant rapidement une section football,. Dès 1937, cette section, sous l'impulsion du président-mécène Joseph Lehmann, reçoit un agrément de la Fédération pour engager une équipe en Division 2.
Après la Seconde Guerre mondiale, la section professionnelle, dissoute par les Nazis, repart en D2. Les résultats sont alors plutôt positifs, avec une 6e place en 1946, et une 7e place en 1947. La saison 1947-1948 est exceptionnelle pour le club, tant en championnat, où le club termine deuxième, et est promu en Division 1 pour la première fois de son histoire, qu'en Coupe de France, où le club, bien qu'en seconde division, se hisse jusqu'en demi-finale, où il affronte le Racing Club de Lens.
C'est dans ce contexte, parfois considéré comme le « point d'orgue de l'histoire du club » que les Verts préparent la saison 1948-1949.

### Mouvements de joueurs
Au début de la saison, l’entraîneur Charles Nicolas, en poste depuis 1946, est maintenu à la tête de l'équipe première.
Claude Battistella et Alfred Gérard sont transférés au Stade rennais UC.
De plus, l'attaquant Gyula Nagy arrive en provenance du CO Roubaix-Tourcoing, où il a notamment marqué 5 buts en 15 matchs. Il est accompagné par l'Autrichien Camillo Jerusalem, joueur au club roubaisien depuis 1946. Kaj Hansen, alors joueur au CA Paris en Division 2, signe à Colmar. Georges Dupraz arrive quant à lui en provenance du Stade français. Il est l'un des seuls joueurs à avoir une expérience de la D1 française, avec Gyula Nagy et Camillo Jerusalem. Marcel Frey et Pierre Angel arrivent tous deux de l'OGC Nice, le champion de Division 2 en titre,. Enfin, Marcel Perruchoud arrive de l'AS Troyes, et Nordine Ben Ali du Havre AC.

## Parcours en Division 1

### Un début en demi-teinte - Journées 1 à 5
Le championnat de Division 1 commence le dimanche 22 août 1948. Devant 13 276 spectateurs massés au stade Vélodrome de Marseille, l'Olympique de Marseille inflige une lourde défaite aux Colmariens. Pourtant, à la 10e minute, grâce à un doublé de Jean-François Marjewski, les SRC mènent 2-0. Les Olympiens ne se découragent pas, et Cesare Benedetti marque une minute plus tard. À la 23e, Jean Robin égalise. Henri Fontaine, à la 40e, donne l'avantage à l'OM : 2-3. Après la mi-temps, grâce à des réalisations de Robin, Benedetti, et un doublé de Bihel, les Marseillais l'emportent sur le score final de 7-2. Ainsi, les SRC occupent la quinzième place au classement et sont premiers non relégables.
Pour la deuxième journée, Colmar accueille le Stade de Reims à domicile. 6 600 spectateurs se massent au stade des Francs pour assister à la rencontre. Pierre Flamion marque pour Reims dès la 35e minute. Heureusement pour les Haut-Rhinois, Marjewski égalise deux minutes plus tard. Pawel Kryske donne l'avantage aux Alsaciens à la 53e minute, mais les Champenois inscrivent deux buts à la 63e et la 67e. Finalement, Colmar arrache le nul grâce à Marjewski qui égalise à la 78e. Ce match nul 3-3 permet à Colmar de maintenir sa quinzième place.
Le 5 septembre 1948, les SRC affrontent le CO Roubaix-Tourcoing, qui avait commencé sa saison par deux défaites, contre le SO Montpelliérain, et l'OM. Dès la deuxième minute, Antoine Makuch inscrit un but pour le CORT. Néanmoins, grâce à une réalisation de Gyula Nagy à la 20e puis de Marjewski à la 30e, Colmar reprend l'avantage rapidement et mène à la mi-temps. Toutefois, en seconde période, Edmond Loza et Michel Frutoso parviennent à renverser la vapeur, et Roubaix remporte les deux points de la victoire.
La quatrième journée voit les SR Colmar se frotter à une équipe de haut-niveau, puisqu'il s'agit du Lille OSC, qui avait déjà battu l'AS Saint-Étienne 5-0, et le stade de Reims 2-4. Devant 5 900 spectateurs, Colmar commence par mener de deux buts, grâce à un doublé de Georges Dupraz, avant d'être rattrapé par les Lillois dans les dix dernières minutes, grâce à Maik Walter qui réduit l'écart à la 82e, puis grâce à Roger Vandooren, qui égalise une minute avant la fin du temps réglementaire. Les SRC, contraints de partager les points, sont alors à la seizième place, devant le Toulouse FC.
La confrontation suivante est un déplacement au Parc des Princes, le stade du RC Paris. Sous les yeux de 19 458 spectateurs, les Parisiens ouvrent la marque à la 16e minute sur un but d'Henri Tessier. Les Colmariens, via Marjewski, égalisent dix minutes avant la mi-temps. En seconde période, Georges Moreel redonne l'avantage aux Franciliens, mais deux buts de Colmar, de Kryske à la 61e, et de Deckert à la 67e retournent le match en faveur des Verts. Toutefois, Roger Quenolle égalise pour le RCP à la 80e. Le score final est de trois buts à trois.

### Résultats globalement positifs - Journées 6 à 11
La première victoire de la saison est obtenue face au FC Nancy, le 19 septembre 1948. Pourtant, c'est André Voisembert qui inscrit le premier but de la rencontre, pour les Lorrains, à la 28e. À la mi-temps, Colmar est mené au score par le FC Nancy. Toutefois, Georges Dupraz égalise dès la 48e minute de jeu. Le match est relativement serré et c'est Pawel Kryske, à la 86e, qui offre enfin une victoire à son équipe. Grâce à cette performance, les SRC remontent à la onzième place.
Pour la septième journée, les Colmariens accueillent le Stade français-Red Star, alors en difficulté en championnat. L'équipe remporte le match, en ce 23 septembre 1948, sur le score de 3-0. Cette victoire est d'autant plus importante que c'est la seule des SR Colmar contre le Red Star sur toute la période de l'après-guerre. Les Haut-Rhinois parviennent même à enchaîner sur une troisième victoire en battant le FC Metz sur le score impressionnant de cinq buts à un. Camillo Jerusalem ouvre la marque dès la cinquième minute. Kaj Hansen alourdit la marque vingt minutes plus tard avec un second but suivi, une minute plus tard, par un but de Dupraz. À la 38e minute, Hansen Kaj marque un doublé. Le score est de 4-0. Les Messins se reprennent néanmoins, marquant via Wladislas Grabkowiack à la 42e minute. Après la mi-temps, Colmar, par l'intermédiaire de Kryske, marque une cinquième fois devant les 6 986 spectateurs massés au stade des Francs. Colmar occupe alors la huitième place, à égalité avec le CO Roubaix-Tourcoing.
Le match suivant oppose les SRC aux Sochaliens de Paul Wartel. Le 3 octobre 1948, la série de victoires du club est interrompue par le FC Sochaux. En effet, le Tchécoslovaque Pépi Humpal, l'un des piliers de l'équipe sochalienne, qui marquera 26 buts en 33 matchs, inscrit un doublé lors de ce match. Il trouve le chemin des filets une première fois à la 40e minute, puis une seconde fois à la 77e. Pour la journée suivante, les SRC accueillent l'AS Cannes au stade des Francs. Le club cannois est alors en difficultés, puisqu'accusant un bilan d'une victoire, un match nul, et sept défaites, dont cinq consécutives. C'est pourtant le club visiteur qui ouvre la marque, à la 58e minute, grâce à une réalisation de Louis de Sainte de Maréville. Néanmoins, Dupraz égalise à la 88e, pour un match nul 1-1.
Les Colmariens se déplacent ensuite dans le département de l'Hérault où ils affrontent le Football Club de Sète. Le club sétois sort d'une défaite concédée par quatre buts à un contre l'OGC Nice, trois jours plus tôt. Les Haut-Rhinois ne tardent pas à mener 4-0. Camillo Jerusalem marque à la 16e minute. Joseph Deckert double la mise à la 35e. Marcel Perruchoud inscrit quant à lui un doublé : un but juste avant la mi-temps, à la 44e, et un autre juste après, à la 46e. Néanmoins, les Sétois ne semblent pas résignés à perdre ce match et Alfred Gunn réduit l'écart à la 67e minute. Boumedienne Abderrhamane réduit l'écart à la 79e minute : le score est alors de 2-4. Bien qu'à la 89e minute, Désiré Koranyi marque un troisième but en faveur du FC Sète, Colmar s'impose par quatre buts à trois.

### Irrégularités dans le rythme - Journées 12 à 22
Pour la douzième journée, Colmar se déplace à Rennes. Le Stade rennais ouvre la marque dès la quinzième minute, avec un but de Jean Grumellon. Après la mi-temps, les filets de Charles Créteur tremblent encore à la 71e minute, Salvador Artigas doublant la mise. La journée suivante, marquée notamment par la victoire 4-1 de l'AS Cannes sur le Red Star et 5-1 du RC Paris sur le FC Sète, se traduit pour les Colmariens par une victoire 2-0 face au Toulouse FC. Le club d'Edmond Enée, alors treizième au classement, encaisse un premier but dès la deuxième minute, le buteur étant Joseph Deckert. À la 10e minute, Dupraz double la mise. Les SRC remontent ainsi à la neuvième place, entre le FC Sochaux et le FC Sète.
La journée suivante, les Colmariens se déplacent au stade du Ray pour affronter l'OGC Nice. Le club niçois, septième de Division 1, ouvre la marque à la 43e minute grâce à une réalisation d'Alphonse Rolland. Alexandr Skocen double la mise à la 63e minute. Les SRC perdent donc ce match par deux buts à zéro.
La quinzième journée, les SRC accueillent au stade des Francs l'autre club alsacien de ce championnat : le RC Strasbourg. Ce club, qui évolue en Division 1 depuis la fin de la guerre, après avoir connu le plus haut niveau en 1937, est alors en difficulté en championnat, et pointe à la quatorzième place, à quatre points du premier reléguable, le Red Star. Pourtant, ce sont les Strasbourgeois qui ouvrent le score, grâce à Pierre Waechter, qui marque à la 45e minute. Toutefois, en seconde période, les Colmariens égalisent rapidement, à la 55e, via leur attaquant danois Kaj Hansen. L'ancien international donne même l'avantage à son équipe à la 84e minute. C'est une victoire 2-1 pour les Colmariens, qui avaient déjà battu les Strasbourgeois en 1946, en Coupe de France.
Après ce succès non négligeable, les Colmariens affrontent le 13e au classement, le SO Montpelliérain. Lors de la journée précédente, ce club avait gagné 4-1 face au FC Metz, grâce notamment à un triplé de Pierre Dosséna. Au stade des Francs, le Montpelliérain Vinko Trskan marque dès la sixième minute. Jules Léglise double la marque à la 27e minute. Toutefois, Dupraz réduit l'écart à la 36e minute. Cela ne suffit pas car, peu avant la mi-temps, Trskan inscrit un doublé. Le score final est de 1-3 en faveur des Montpelliérains. Cette défaite est suivie par une autre. Le 28 novembre 1948, en déplacement à Saint-Étienne, les Verts sont défaits par l'autre club vert du championnat de France sur le score de 5-2. À la 8e minute, René Alpsteg inscrit un premier but, et Jean Lauer double la mise pour l'ASSE à la 19e minute de jeu. Toutefois, Marjewski réduit l'écart trois minutes plus tard. Cela ne suffit pas à calmer le jeu stéphanois, et Lauer inscrit un doublé à la 37e minute. Après la mi-temps, Saint-Étienne accentue son avance grâce à deux buts, d'Antoine Rodriguez à la 57e, et de Lauer qui réalise un triplé à la 67e. Peu avant la fin du match, Deckert marque un but sur pénalty, réduisant ainsi un peu l'écart de ce match déséquilibré.
Ainsi, à l'issue du cycle aller, les Sports réunis Colmar sont neuvièmes, avec seize points obtenus grâce à six victoires à deux points, et quatre matchs nuls à un point, les sept défaites du club ne rapportant aucun point. L'équipe a marqué 34 buts et en a encaissé 39, et a donc une différence de buts négative de cinq points. Le club a quatre points de plus que le premier relégable, le Football Club de Nancy, et sept points de moins que le champion d'automne, le Racing Club de Paris.
| Rang | Équipe               | Pts | J  | G | N | P | Bp | Bc | Diff |
| ---- | -------------------- | --- | -- | - | - | - | -- | -- | ---- |
| 7    | OGC Nice             | 18  | 17 | 7 | 4 | 6 | 31 | 31 | 0    |
| 8    | FC Sochaux           | 17  | 17 | 7 | 3 | 7 | 38 | 28 | +10  |
| 9    | Sports réunis Colmar | 16  | 17 | 6 | 4 | 7 | 34 | 39 | -5   |
| 10   | Toulouse FC          | 15  | 17 | 5 | 1 | 9 | 27 | 32 | -5   |
| 11   | CO Roubaix-Tourcoing | 15  | 17 | 5 | 5 | 7 | 26 | 32 | -6   |

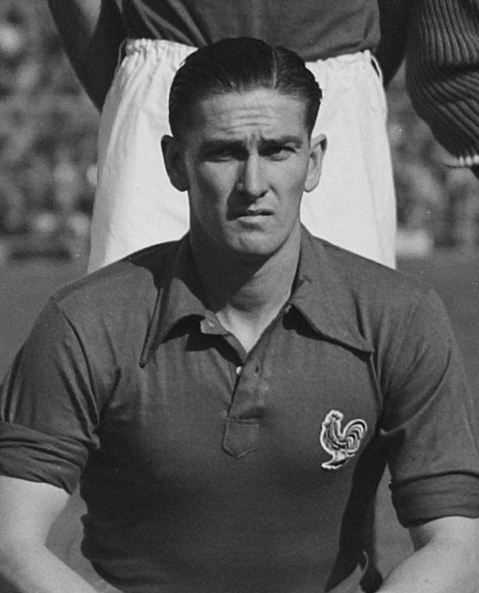
Jean Prouff, ici en 1949 avec l'équipe de France, fait partie de l'équipe rémoise défaite par les Colmariens

Margré les deux revers contre le SO Montpelliérain et l'AS Saint-Étienne, le club colmarien parvient à obtenir un match nul face à l'Olympique de Marseille, pourtant second au classement, à égalité de points avec le RC Paris. Ce sont même les Verts qui marquent en premier, dès la 34e minute, grâce à une réalisation de Dupraz. Menant au score à la mi-temps, les Colmariens sont toutefois rattrapés par le club de la Cité phocéenne à la 90e minute, où René Bihel arrache le nul. Ce nul encourageant est suivi par une victoire face au Stade de Reims, qui finira pourtant champion cette saison-là. Devant les 6 227 spectateurs venus au stade Auguste-Delaune, Dupraz ouvre le score pour Colmar peu après la mi-temps, à la 46e minute. Il est suivi à la 60e minute par Marcel Perruchoud. Néanmoins, à peine une minute après, Jean Palluch ouvre le score pour les Rémois et réduit l'écart sans toutefois parvenir à ramener l'équité.
Pour la vingtième journée, les Verts enchaînent. Le club haut-rhinois accueille le CO Roubaix-Tourcoing qui, alors onzième, dans le « ventre mou » du championnat, est défait sur le lourd score de 5-0 par des Colmariens alors au sommet de leur forme. Kryske ouvre la marque dès la 29e minute. C'est le seul but qui est marqué avant la mi-temps. En seconde période, Dupraz double la mise à la 67e minute. Dix minutes plus tard, Kaj Hansen réalise un doublé, en marquant deux fois en trois minutes. Le score est encore alourdi par les Colmariens peu avant la fin du match, à la 87e, où Marjewski inscrit le cinquième et dernier but de la rencontre. Cette victoire permet à Colmar de remonter à la septième place.
Le plaisir sera toutefois de courte durée à Colmar. En effet, le 2 janvier 1949, la vingt-et-unième journée voit les Verts se déplacer à Lille. Le Lille OSC constitue alors l'une des « grosses cylindrées » de ce championnat, et impose une défaite 8-0 à ses adversaires alsaciens. En outre, dès la dixième minute, Roger Vandooren inscrit un but. Jean Baratte en inscrit un deuxième à la 25e minute. André Strappe inscrit le troisième à la 39e minute. Après la mi-temps, Bolek Tempowski inscrit rapidement un quatrième but pour les Lillois. Maik Walter inscrit le cinquième but à la 52e minute. Cinq minutes plus tard, Jean Baratte alourdit la marque. Dans les dernières minutes, Strappe inscrit le septième but, et Baratte réussit un triplé.
Cette lourde défaite ne stoppe pourtant pas de suite les résultats colmariens. En effet, le 20 janvier 1949, lors de la réception du RC Paris, les Verts s'imposent trois buts à rien. Perruchoud marque en faveur des Colmariens à la 41e minute. Après la mi-temps, René Linkenheld double la mise, à la 75e minute, et Kryske marque le dernier but à la 88e minute.

### Série négative - Journées 23 à 31
Le dimanche 23 janvier 1949, le club colmarien affronte le Stade français-Red Star devant 22 875 spectateurs. Le Red Star est alors en seizième position et premier non relégable de cette poule de D1 dominée par l'Olympique de Marseille. Les Parisiens, qui viennent notamment de défaire par un but à zéro le Lille Olympique Sporting Club, parviennent toutefois à vaincre les Haut-Rhinois sur le score de cinq buts à deux. Lors de la journée suivante, Colmar concède également une défaite, face au FC Nancy. Le score est encore nul à la mi-temps, mais deux buts sont marqués par l'équipe lorraine en fin de match. Le premier est signé Helge Bronée à la 74e minute, le second est du futur international Léon Deladerrière, qui marque à la 85e minute.

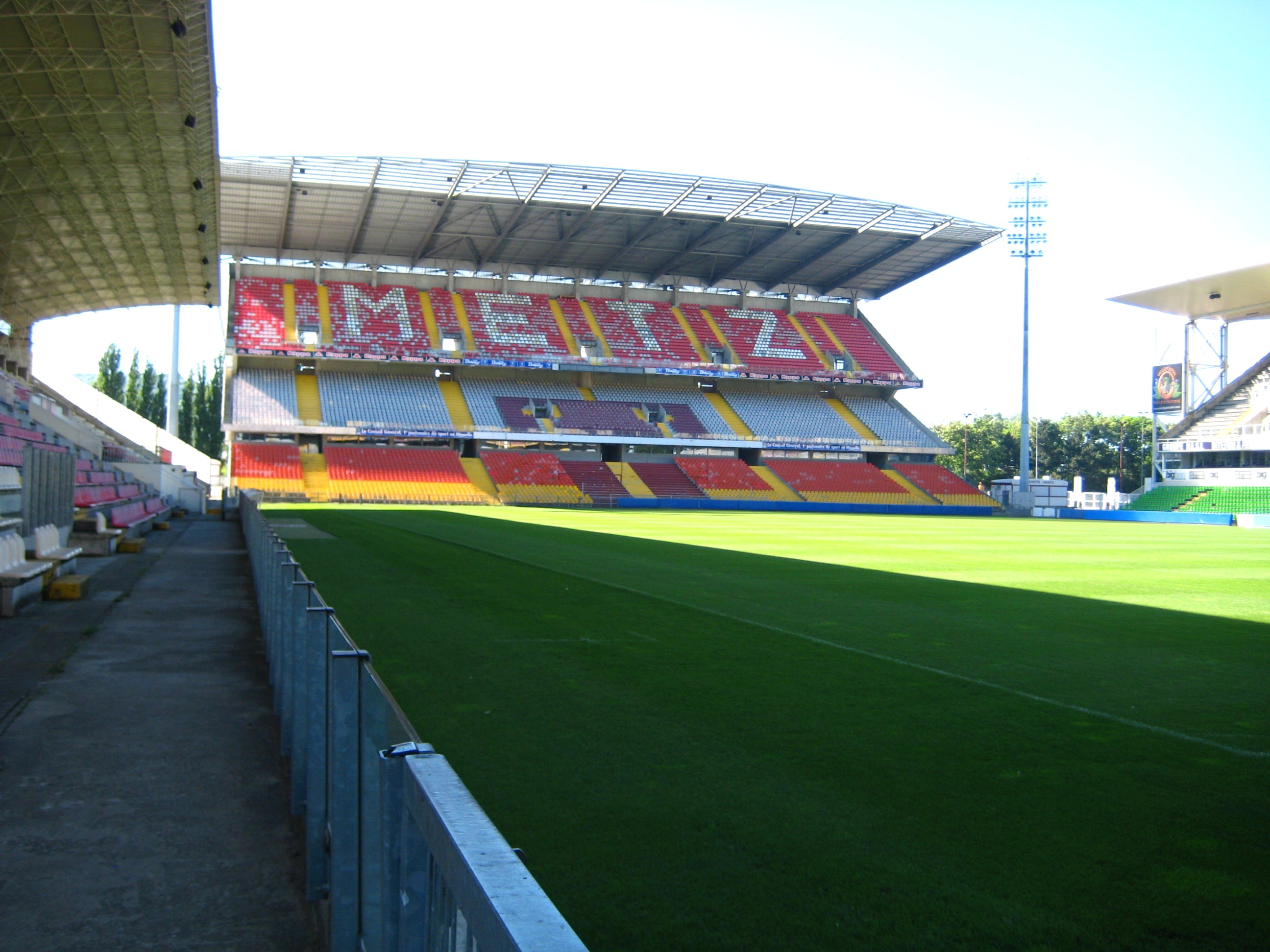
Le Stade Saint-Symphorien de Metz, ici en 2011, où les SR Colmar perdent 2-0

Les défaites continuent de s'enchaîner : le déplacement à Metz, au stade Saint-Symphorien, se solde par un second 2-0. Le scénario est globalement analogue à celui du match précédent. Le nul maintenu à la mi-temps est renversé à l'avantage des locaux à la 69e minute, quand Henri Baillot ouvre la marque. Il est suivi à la 76e minute par René Guthmuller, un international B arrivé au FC Metz en 1947. Lorsque Colmar affronte le FC Sochaux, le dimanche 20 mai 1949, il concède une nouvelle défaite, par trois buts à zéro. Michel Jacques ouvre la marque à la 17e minute. En seconde mi-temps, Pépi Humpal double la mise, tandis que Jacques inscrit un doublé.
En déplacement à Toulouse, les SRC enregistrent leur troisième défaite par au moins cinq buts d'écart en championnat. Ce 6 mars 1949, le Toulouse FC, qui a remporté son dernier match contre Metz, est neuvième. Colmar a alors chuté à la treizième place. Le match commence à 20 heures. Durant les dix premières minutes, les Verts encaissent trois buts. Vinko Golob en inscrit deux : à la deuxième et à la quatrième minute. Henri Cammarata inscrit le troisième à la septième minute. Peu avant la mi-temps, à la 42e minute, Wladislaw Bialasik inscrit un quatrième but. En seconde période, Toulouse inscrit encore deux buts coup-sur-coup : par Jean Lanfranchi à la 67e, et par Golob à la 68e. Le dernier but du match est signé Marcel Lanfranchi, le frère de Jean Lanfranchi, déjà auteur d'un but. Le score final est ainsi de sept buts à zéro.
Cette série de cinq défaites est néanmoins stoppée à Rennes, lors de la vingt-huitième journée. C'est le Colmarien Jean-François Marjewski qui ouvre le score, à la 14e minute. Rennes annihile rapidement l'écart, via Guy Rabstejnek, qui égalise à la 36e minute. En seconde période, les Verts reprennent l'avantage grâce à Marcel Perruchoud, qui marque à la 55e minute, mais là encore, cet avantage n'est que de courte durée. En outre, le Stade rennais parvient à obtenir le point du match nul grâce à une réalisation de Jean Grumellon, à la 66e minute.
Le match suivant, qui se clot sur un score nul et vierge, est néanmoins important pour le club dans la mesure où il s'agit du derby d'Alsace contre le RC Strasbourg, au stade de la Meinau. Pour le RC Strasbourg, ce match constitue la meilleure affluence de la saison, avec plus du double de la moyenne habituelle. La recette bat par ailleurs le record du RCS, daté d'un match contre Sochaux, en 1935. À la veille du derby, les Dernières Nouvelles d'Alsace écrivent que « les deux équipes se valent ». Durant la première période, le jeu est à l'avantage des Strasbourgeois. En seconde période, il ralentit un peu. À la 80e minute, un pénalty est sifflé à cause d'une main d'un joueur de Colmar. Il n'est toutefois pas joué. Le score nul à l'issue du match donne ainsi raison au journaliste des DNA.
La trentième journée est synonyme de nouvelle défaite. Devant 6 313 spectateurs, Colmar perd deux buts à un contre l'OGC Nice. En outre, Désiré Carré marque dès la septième minute pour Nice. En seconde période, Barthélémy Gallard double la mise pour les Azuréens. Peu avant la fin du match, à la 80e minute, Georges Dupraz réduit l'écart pour Colmar. Cela n'est pas suffisant. Le résultat de la journée suivante est d'autant plus inquiétant quand on sait que l'AS Cannes, chez qui les Verts se déplacent, sont alors derniers, avec 19 points, soit quatre de moins que le premier non relégable, et six de moins que les SRC. Durant les cinq premières minutes, les Dragons inscrivent deux buts, d'abord grâce à une réalisation d'Abdelkader Hamiri, puis de Jacques Grattarola. Hamiri inscrit encore deux buts, suivis à chaque fois par un « but-réaction » des Colmariens. Le premier but des SRC est marqué par Kaj Hansen à la 53e, le second par Dupraz à la 75e minute. Le score final est de quatre buts à deux en faveur des Cannois.

### Fin de saison satisfaisante - Journées 32 à 34
Le dimanche 1er mai, Colmar accueille le FC Sète. Les deux équipes semblent de niveau comparable, le FCS, n'ayant que trois points de plus au classement que les SRC. Toutefois, les dynamiques des clubs sont différentes : tandis que les SRC n'ont plus gagné depuis le 20 janvier 1949, le club sétois a gagné deux de ses trois dernières rencontres. C'est pourtant Colmar qui va s'imposer, sur le score de cinq buts à un. Georges Dupraz marque dès la 5e minute, puis est suivi par Jean-François Marjewski à la 17e minute. Peu avant la mi-temps, Guy Friedrich marque pour Sète. En seconde période, les Verts inscrivent encore trois buts. Dupraz inscrit un second but à la 47e minute, puis Kaj Hansen alourdit la marque à la 51e minute. Un dernier but est inscrit par Joseph Deckert à la 80e minute.
Le 15 mai 1949, les SRC se déplacent à Montpellier pour le compte de l'avant-dernière journée de championnat. En cas de victoire, le club assure son maintien sportif. C'est chose faite grâce à un but marqué à la 41e minute par le joueur colmarien Nordine Ben Ali. Il s'agit du seul but de la rencontre. Néanmoins, peu de temps après ce match, l'équipe est endeuillée par la mort de Joseph Lehmann, le président-mécène du club. Les joueurs décident ainsi de lui dédier cette victoire.
Le 29 mai 1949, pour le dernier match de la saison, à domicile, l'avant-propos du match est barré par une grande bande noire, et une minute de silence est respectée avant le début de la rencontre. Sous un orage qui rend le terrain difficilement praticable, les SRC, sans Hansen ni Dupraz, s'imposent 3-1 contre l'AS Saint-Étienne. Le premier but est marqué par Marjewski, à la 51e minute. Antoine Cuissard égalise pour l'ASSE à la 62e minute. Toutefois, grâce à un doublé de Gyula Nagy, Colmar s'impose pour la dernière fois de la saison,, à l'occasion de ce qui sera son dernier match professionnel.

### Calendrier en Division 1
| Date              | Journée | Adversaire                                    | Lieu                         | Score | Classement | Nombre de points |
| ----------------- | ------- | --------------------------------------------- | ---------------------------- | ----- | ---------- | ---------------- |
| 22 août 1949      | J01     | Olympique de Marseille - SRC                  | Stade Vélodrome              | 7-2   | 15e        | 0                |
| 29 août 1948      | J02     | SRC - Stade de Reims                          | Stade des Francs             | 3-3   | 15e        | 1                |
| 5 septembre 1948  | J03     | CO Roubaix-Tourcoing - SRC                    | Stade Amédée-Prouvost        | 3-2   | 16e        | 1                |
| 9 septembre 1948  | J04     | SRC - Lille Olympique Sporting Club           | Stade des Francs             | 2-2   | 16e        | 2                |
| 12 septembre 1948 | J05     | Racing Club de Paris - SRC                    | Parc des Princes             | 3-3   | 14e        | 3                |
| 19 septembre 1948 | J06     | Football Club de Nancy - SRC                  | Stade du pont d'Essey        | 1-2   | 11e        | 5                |
| 23 septembre 1948 | J07     | SRC - Stade français-Red Star                 | Stade des Francs             | 3-0   | 10e        | 7                |
| 26 septembre 1948 | J08     | SRC - Football Club de Metz                   | Stade des Francs             | 5-1   | 8e         | 9                |
| 3 octobre 1948    | J09     | Football Club Sochaux-Montbéliard - SRC       | Stade Auguste-Bonal          | 2-0   | 11e        | 9                |
| 7 octobre 1948    | J10     | SRC - Association sportive de Cannes football | Stade des Francs             | 1-1   | 11e        | 10               |
| 10 octobre 1948   | J11     | Football Club de Sète - SRC                   | Stade Georges-Bayrou         | 3-4   | 9e         | 12               |
| 24 octobre 1948   | J12     | Stade rennais université-club - SRC           | Stade de la route de Lorient | 2-0   | 10e        | 12               |
| 31 octobre 1948   | J13     | SRC - Toulouse Football Club                  | Stade des Francs             | 2-0   | 9e         | 14               |
| 7 novembre 1948   | J14     | Olympique Gymnaste Club Nice - SRC            | Stade du Ray                 | 2-0   | 9e         | 14               |
| 14 novembre 1948  | J15     | SRC - Racing Club de Strasbourg               | Stade des Francs             | 2-1   | 9e         | 16               |
| 21 novembre 1948  | J16     | SRC - Sports Olympiques Montpelliérains       | Stade des Francs             | 1-3   | 9e         | 16               |
| 28 novembre 1948  | J17     | Association sportive de Saint-Étienne - SRC   | Stade Geoffroy-Guichard      | 5-2   | 9e         | 16               |

| Date             | Journée | Adversaire                                    | Lieu                                        | Score | Classement | Nombre de points |
| ---------------- | ------- | --------------------------------------------- | ------------------------------------------- | ----- | ---------- | ---------------- |
| 5 décembre 1948  | J18     | SRC - Olympique de Marseille                  | Stade des Francs                            | 1-1   | 10e        | 17               |
| 19 décembre 1948 | J19     | Stade de Reims - SRC                          | Stade Auguste-Delaune                       | 1-2   | 9e         | 19               |
| 26 décembre 1948 | J20     | SRC - Club olympique Roubaix-Tourcoing        | Stade des Francs                            | 5-0   | 7e         | 21               |
| 2 janvier 1949   | J21     | Lille Olympique Sporting Club - SRC           | Stade Henri-Jooris                          | 8-0   | 9e         | 21               |
| 20 janvier 1949  | J22     | SRC - Racing Club de Paris                    | Stade des Francs                            | 3-0   | 8e         | 23               |
| 23 janvier 1949  | J23     | Stade français-Red Star - SRC                 | Parc des Princes                            | 5-2   | 9e         | 23               |
| 6 février 1949   | J24     | SRC - Football Club de Nancy                  | Stade des Francs                            | 0-2   | 9e         | 23               |
| 13 février 1949  | J25     | Football Club de Metz - SRC                   | Stade Saint-Symphorien                      | 2-0   | 11e        | 23               |
| 20 février 1949  | J26     | SRC - Football Club Sochaux-Montbéliard       | Stade des Francs                            | 0-3   | 13e        | 23               |
| 6 mars 1949      | J27     | Toulouse Football Club - SRC                  | Stadium de Toulouse                         | 7-0   | 13e        | 23               |
| 13 mars 1949     | J28     | SRC - Stade rennais université-club           | Stade des Francs                            | 2-2   | 13e        | 24               |
| 27 mars 1949     | J29     | Racing Club de Strasbourg - SRC               | Stade de la Meinau                          | 0-0   | 13e        | 25               |
| 14 avril 1949    | J30     | SRC - Olympique Gymnaste Club Nice            | Stade des Francs                            | 1-2   | 13e        | 25               |
| 17 avril 1949    | J31     | Association sportive de Cannes football - SRC | Stade des Hespérides                        | 4-2   | 14e        | 25               |
| 1er mai 1949     | J32     | SRC - Football Club de Sète                   | Stade des Francs                            | 5-1   | 13e        | 27               |
| 15 mai 1949      | J33     | Stade Olympique Montpelliérain - SRC          | Parc des Sports de l'avenue du Pont Juvénal | 1-0   | 11e        | 29               |
| 29 mai 1949      | J34     | SRC - Association sportive de Saint-Étienne   | Stade des Francs                            | 3-1   | 11e        | 31               |

Légende :
- Victoire
- Match nul
- Défaite

Note : L'équipe indiquée en premier joue à domicile.

### Classement final
Les SR Colmar finissent onzièmes de Division 1. Au niveau purement sportif, ils ont acquis leur maintien parmi l'élite du football français. Leur bilan est de 12 victoires, 7 nuls et 15 défaites. Ils ont inscrit 61 buts et en ont encaissé 78. Le club totalise 31 points, soit cinq de plus que le premier relégable, le RC Strasbourg, et six de plus que le seul club relégué en division inférieure : l'AS Cannes. Ainsi, ils possèdent la huitième meilleure attaque du championnat, derrière le Stade rennais UC et devant l'OGC Nice, et la troisième pire défense, derrière le FC Metz et devant l'AS Saint-Étienne.
| Rang | Équipe                   | Pts | J  | G  | N  | P  | Bp  | Bc | GA    |
| ---- | ------------------------ | --- | -- | -- | -- | -- | --- | -- | ----- |
| 1    | Stade de Reims           | 48  | 34 | 22 | 4  | 8  | 90  | 54 | 1,667 |
| 2    | Lille OSC                | 47  | 34 | 21 | 5  | 8  | 102 | 40 | 2,55  |
| 3    | Olympique de Marseille T | 42  | 34 | 18 | 6  | 10 | 95  | 58 | 1,638 |
| 4    | Stade rennais UC         | 41  | 34 | 16 | 9  | 9  | 61  | 49 | 1,245 |
| 5    | FC Sochaux               | 38  | 34 | 16 | 6  | 12 | 74  | 52 | 1,423 |
| 6    | RC Paris CF              | 36  | 34 | 14 | 8  | 12 | 71  | 56 | 1,268 |
| 7    | OGC Nice P               | 36  | 34 | 13 | 10 | 11 | 60  | 58 | 1,034 |
| 8    | AS Saint-Étienne         | 35  | 34 | 13 | 9  | 12 | 68  | 72 | 0,944 |
| 9    | Toulouse FC              | 34  | 34 | 16 | 2  | 16 | 56  | 53 | 1,057 |
| 10   | Stade français-Red Star  | 32  | 34 | 10 | 12 | 12 | 59  | 72 | 0,819 |
| 11   | SR Colmar P              | 31  | 34 | 12 | 7  | 15 | 61  | 78 | 0,782 |
| 12   | SO Montpelliérain        | 29  | 34 | 12 | 5  | 17 | 57  | 71 | 0,803 |
| 13   | CO Roubaix-Tourcoing     | 29  | 34 | 11 | 7  | 16 | 55  | 89 | 0,618 |
| 14   | FC Sète                  | 29  | 34 | 10 | 9  | 15 | 34  | 58 | 0,586 |
| 15   | FC Nancy                 | 28  | 34 | 11 | 6  | 17 | 53  | 69 | 0,768 |
| 16   | FC Metz                  | 26  | 34 | 10 | 6  | 18 | 60  | 79 | 0,759 |
| 17   | RC Strasbourg            | 26  | 34 | 10 | 6  | 18 | 40  | 68 | 0,588 |
| 18   | AS Cannes                | 25  | 34 | 10 | 5  | 19 | 42  | 62 | 0,677 |

Victoire à 2 points
- Résultat

- Champion de France 1948-1949, qualifié pour la Coupe Latine
- Vice-champion de France 1948-1949

- Relégation

- 11e : Abandon du statut professionnel et relégation en CFA 1949-1950
- 17e : Repêché en Division 1
- 18e : Relégation en Division 2

- Abréviations

T : Tenant du titre

CF : Vainqueur de la Coupe de France 1948-49

P : Promus de Division 2

## Parcours en Coupe de France
En qualité de club de Division 1, les SR Colmar entrent en lice au stade des trente-deuxièmes de finale.
Avant le premier match, joué le 9 janvier 1949, les SRC sont neuvièmes de Division 1. La semaine précédente, les Verts ont perdu sur le lourd score de 8-0 face au Lille Olympique Sporting Club. Le club s'impose toutefois face au Club Sportif Le Thillot sur le score de 3-2 lors d'une rencontre disputée à Montbéliard. Le CSLT évoluant en Championnat de France amateur de football, soit au troisième niveau français, ce résultat n'est guère encourageant.
Au tour suivant, le 30 janvier 1949, les SRC sont opposés à l'Union sportive quevillaise. C'est l'une des premières confrontations entre les deux clubs, qui se côtoient plusieurs saisons durant en National plus de 60 ans après ce match de coupe. Le club de l'ancien international Bernard Antoinette avait déjà fait parler de lui en 1942 en éliminant deux clubs professionnels : Le Havre AC et le RC Paris. Cette rencontre, opposant un club de CFA Nord (D3) à une équipe de Division 1, se conclut par un exploit des Normands, qui éliminent le club haut-rhinois. Après le Toulouse FC, c'est le second club professionnel que les amateurs du Petit-Quevilly sortent de la compétition.
| Tour                      | Date            | Lieu        | Adversaire    | Division      | Score |
| ------------------------- | --------------- | ----------- | ------------- | ------------- | ----- |
| Trente-deuxième de finale | 9 janvier 1949  | Montbéliard | CS Le Thillot | CFA Est (D3)  | 3-2   |
| Seizième de finale        | 30 janvier 1949 | Nancy       | US Quevilly   | CFA Nord (D3) | 1-0   |

## Issue de la saison
À l'issue de la saison, les Sports réunis Colmar sont onzièmes de Division 1. Leur parcours en Coupe de France de football 1948-1949 les voit atteindre les seizièmes de finale.
| Compétition     | Classement final | M.J. | G. | N. | P. |
| --------------- | ---------------- | ---- | -- | -- | -- |
| Division 1      | 11e / 18         | 34   | 12 | 7  | 15 |
| Coupe de France | 16e de finale    | 2    | 1  | 0  | 1  |

Ainsi, le club a atteint son objectif, c'est-à-dire le maintien dans ce championnat de Division 1 où deux clubs sont relégués : l'AS Cannes et le RC Strasbourg. Néanmoins, le 17 mai 1949, Joseph Lehmann, le mécène et président du club, décède brutalement, des suites d'une maladie. Son fils décide de cesser de soutenir financièrement le club, et la ville de Colmar n'accorde pas de fonds pour compenser cette perte importante pour le club,.
Les obsèques de celui qui était surnommé le bon Papa Lehmann se font devant des milliers de Colmariens. Le stade des Francs est renommé Stade Joseph-Lehmann.
Les SRC décident d'abandonner le professionnalisme, et les SR Colmar font donc partie, avec le SC Douai, des deux clubs de football qui quittent le championnat professionnel en 1949. De ce fait, le RC Strasbourg est repêché en Division 1. Un journaliste bas-rhinois écrit alors cette phrase qui fait scandale : « la mort de Lehmann est un bienfait du ciel ».
Condamné à évoluer en championnat amateur, les SRC terminent douzièmes sur treize clubs, et voient leur chute continuer, avec une relégation en Division d'Honneur de la Ligue d'Alsace.

## Joueurs

### Effectif
L'effectif comprend 18 joueurs.

### Statistiques individuelles
Le tableau suivant résume les statistiques des joueurs des SR Colmar en Division 1 pour la saison 1948-1949. Les statistiques de la Coupe de France ne sont pas connues.
| Numéro | Nat. | Nom                     | Division 1 | Division 1 |
| Numéro | Nat. | Nom                     | M.J.       | Buts       |
| ------ | ---- | ----------------------- | ---------- | ---------- |
| 1      |      | Pierre Angel            | 32         | 0          |
| 2      |      | Charles Créteur         | 2          | 0          |
| 3      |      | Marcel Frey             | 29         | 0          |
| 4      |      | Pawel Kryske            | 29         | 6          |
| 5      |      | Michal Wawrzyniak       | 29         | 0          |
| 6      |      | Camille Teissonnier     | 18         | 2          |
| 7      |      | Nordine Ben Ali         | 15         | 1          |
| 8      |      | Joseph Deckert          | 29         | 6          |
| 9      |      | Pierre Lauer            | 11         | 0          |
| 10     |      | Kaj Hansen              | 23         | 8          |
| 11     |      | Gyula Nagy              | 17         | 4          |
| 12     |      | Harier                  | 1          | 0          |
| 13     |      | Paul Lafont             | 3          | 0          |
| 14     |      | Marius Dreyer           | 1          | 0          |
| 15     |      | Georges Dupraz          | 26         | 15         |
| 16     |      | Camillo Jerusalem       | 16         | 2          |
| 17     |      | René Linkenheld         | 31         | 1          |
| 18     |      | Jean-François Marjewski | 34         | 12         |
| 19     |      | Marcel Perruchoud       | 23         | 5          |

### Joueurs en sélection nationale
L'équipe compte deux internationaux étrangers.
Kaj Hansen est international avec l'équipe du Danemark de football, sélectionné 27 fois entre 1936 et 1946. Il n'est donc jamais appelé pendant qu'il joue à Colmar.
Le second international de l'équipe est l'Autrichien Camillo Jerusalem, sélectionné quatre fois en équipe d'Autriche de football entre 1936 et 1946. Ainsi, comme Hansen, il n'est jamais appelé pendant son passage à Colmar.

### Encadrement technique
L'entraîneur de l'équipe première est Charles Nicolas. Il occupe ce poste depuis 1946, succédant ainsi à Frédéric Schuller.
En 1946, Guy Roux, qui n'est alors qu'un jeune garçon, est envoyé à Colmar chez des amis maraîchers de son grand-père maternel, en raison de la maladie de sa mère. Il reste un an chez eux avant de vivre pendant deux ans chez son oncle. À cette époque, il se passionne pour le club colmarien. Un enfant ne pouvant pénétrer seul au stade des Francs, Guy Roux réussit à assister aux matchs en accompagnant des adultes à travers les grilles du stade. Il assiste également aux entraînements, pendant lesquels il se place derrière les buts, faisant office de ramasseur de balles auprès du gardien Pierre Angel. Le gardien le prend en sympathie et Guy Roux devient ramasseur de balles pour les rencontres des SR Colmar en Division 1.

## Aspects socio-économiques

### Résultats financiers
Une partie du chiffre d'affaires est issue de la vente des billets du stade des Francs de Colmar. Certaines recettes sont exceptionnelles pour l'époque. À titre d'exemple, lors de la réception du RC Strasbourg, la recette s'élève à près d'un million et demi de francs. Le dernier match de la saison, quant à lui, rapporte près de 608 000 francs.
Le tableau suivant résume les recettes et les affluences des SR Colmar pour la saison 1948-1949 en championnat.
| Journée | Adversaire                               | Recette       |
| ------- | ---------------------------------------- | ------------- |
| J15     | Racing Club de Strasbourg                | 1 524 000 FRF |
| J26     | Football Club Sochaux-Montbéliard        | 895 000 FRF   |
| J30     | Olympique Gymnaste Club Nice Côte d'Azur | 852 000 FRF   |
| J18     | Olympique de Marseille                   | 850 000 FRF   |
| J8      | Football Club de Metz                    | 773 000 FRF   |
| J2      | Stade de Reims                           | 684 000 FRF   |
| J4      | Lille Olympique Sporting Club            | 658 000 FRF   |
| J34     | Association sportive de Saint-Étienne    | 608 000 FRF   |
| J24     | Football Club de Nancy                   | 607 000 FRF   |
| J13     | Toulouse Football Club                   | 597 000 FRF   |
| J28     | Stade rennais université-club            | 542 000 FRF   |
| J7      | Stade français-Red Star                  | 525 000 FRF   |
| J32     | Football Club de Sète                    | 514 000 FRF   |
| J22     | Racing Club de Paris                     | 475 000 FRF   |
| J16     | Sports Olympiques Montpelliérains        | 468 000 FRF   |
| J20     | Club olympique Roubaix-Tourcoing         | 386 000 FRF   |
| J10     | Association sportive de Cannes football  | 264 000 FRF   |

Les joueurs des SRC sont alors les mieux payés de France, selon François Rimmely, journaliste aux Dernières Nouvelles d'Alsace à cette époque. Selon Émile Ruhland, secrétaire des professionnels à cette période, les joueurs touchent un salaire de 40 000 FRF auquel il faut ajouter 30 à 40 000 FRF de prime de victoire. En outre, d'autres primes sont également courantes à cette époque. Par exemple, lors de la montée en D1, alors que les joueurs réclament 50 000 FRF chacun, Lehmann leur octroie une prime de 100 000 FRF.
La pérennité financière du club est ainsi largement assurée par la générosité de son président, Joseph Lehmann. Toutefois, ce dernier, après la guerre, possède nettement moins d'argent. Il a alors tendance à « s'arranger avec les banquiers », et à sa mort, laisse au club un passif de quatre millions de francs.

### Affluences
Pour sa première saison en Division 1, Colmar réalise sa meilleure affluence moyenne depuis 1946, soit 5 505 spectateurs par match à domicile. Aucune affluence connue du club n'y est comparable, celle de la saison précédente en D2 étant de 45 % inférieure, et celle de la saison 2011-2012 en National, étant de 66 % inférieure.
Lors de cette édition du championnat de France, ce sont les venues du RC Paris, de l'Olympique de Marseille, et du Stade français-Red Star, respectivement sixième, troisième, et dixième en fin de saison, qui obtiennent les meilleures affluences. Colmar a la seizième affluence, soit l'antépénultième du championnat, devant l'AS Cannes et le FC Sète.
| Rang | Club      | Moyenne | matches | Évolution | Stade                | Capacité | Taux de remplissage moyen |
| ---- | --------- | ------- | ------- | --------- | -------------------- | -------- | ------------------------- |
| 16   | SR Colmar | 5 505   | 17      | + 80,3 %  | Stade des Francs     | 5 000    | 110 %                     |
| 17   | AS Cannes | 5 011   | 17      | -13,8 %   | Stade des Hespérides | nc       | nc                        |
| 18   | FC Sète   | 4 945   | 17      | -3,3 %    | Stade des Métairies  | 4 600    | 108 %                     |

L'affluence présente un pic lors du derby d'Alsace opposant les Colmariens au Racing Club de Strasbourg, avec près de 11 992 spectateurs payants. En comparaison, le record d'affluence de l'avant-guerre est également obtenu lors d'un derby d'Alsace, 5 934 spectateurs assistant alors à un match contre le FC Mulhouse. Les deux plus faibles affluences du club lors de la saison 1948-1949 sont réalisées face à l'AS Cannes et au CO Roubaix-Tourcoing, deux rencontres qui attirent moins de trois mille spectateurs.
À l'extérieur, le record d'affluence est réalisé lors du match contre le Stade français-Red Star au Parc des Princes, avec près de 22 875 personnes. Ce record est suivi de peu par le derby alsacien disputé au stade de la Meinau de Strasbourg, qui est suivi par 21 119 spectateurs.
Affluence des SR Colmar à domicile en championnat

### Couverture médiatique

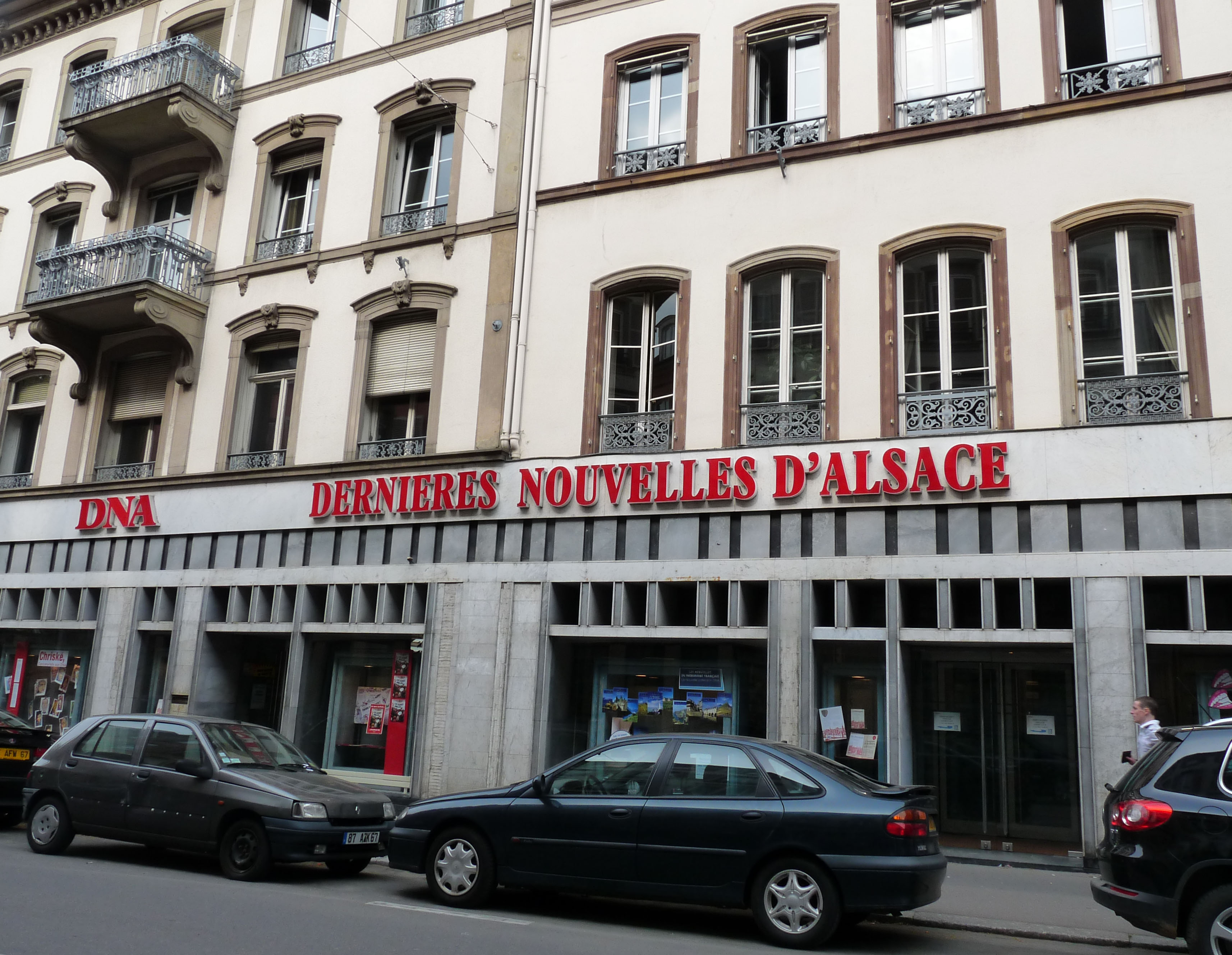
Siège des Dernières Nouvelles d'Alsace, le plus important journal alsacien, à Strasbourg

Les résultats des SR Colmar sont relatés dans les deux principaux journaux alsaciens : les Dernières Nouvelles d'Alsace (DNA), et Le Nouveau Rhin Français. À ceux-ci, il faut ajouter certains journaux spécialisés, comme Sport Est. Certains journalistes se font une réputation auprès des instances dirigeantes, comme M. Haenggy, décrit comme maître dans l'art d'écrire des papiers acerbes. C'est également le cas de François Rimmely, journaliste sportif au bureau colmarien des DNA, qui est l'« un des préférés du père Lehmann ».
Le lendemain du derby contre le RC Strasbourg à la Meinau, les DNA accordent une page entière à l'évènement.
En 1949, Georges Briquet, le patron de la radio Paris Inter, réalise une édition de Sports et musique, une émission du dimanche après-midi, dédiée aux SRC. À l'époque, les matchs de football ne sont pas retransmis à la télévision, celle-ci ne couvrant pas encore un public suffisamment large.
Le 2 juillet 1949, la presse alsacienne lance un « appel en faveur du maintien de l'équipe pro des SRC ».

### Supporters
Le « Club des Supporters » des SR Colmar est créé le 2 juillet 1936. Dès ses débuts, il propose des produits dérivés, comme « l'insigne des supporters », disponible pour 60 FRF.
À partir de la saison 1948-1949, le Club des Supporters organise la « Nuit du football », avec l'élection de « Miss Foot », une nouveauté pour l'époque.
En 1949, le Club des Supporters compte 700 membres. Son président est M. Vieuchange. Deux membres du Club, MM. Fulgraff et Koppreiter, se relayent à la fonction de speaker. Ils sont alors installés dans une cabine en bois surmontant la tribune du stade des Francs.

## Équipe réserve

### Parcours en championnat
L'équipe réserve évolue cette saison pour la première fois en Division d'Honneur de la Ligue d'Alsace de football association, soit au quatrième échelon footballistique français.
Dans un groupe de neuf clubs, la réserve côtoie le FC Saint-Louis, le Red Star Strasbourg, l'AS Mulhouse, l'AS Strasbourg, le FC Strasbourg Koenigshoffen 06, la SS Dornach Mulhouse, le FC Haguenau, et le SC Schiltigheim.
À l'issue des seize journées de championnat, l'équipe accuse un bilan de 8 victoires, 3 matchs nuls, et 5 défaites. En outre, pour 25 buts marqués, elle en a encaissé 23. Ainsi, avec 19 points, la réserve termine troisième d'une DH dominée par Saint-Louis, qui monte en CFA tandis que le SC Schiltigheim descend en Promotion d'Honneur.
| Rang | Équipe                         | Pts | J  | G  | N | P  | Bp | Bc | Diff |
| ---- | ------------------------------ | --- | -- | -- | - | -- | -- | -- | ---- |
| 1    | FC Saint-Louis                 | 24  | 16 | 10 | 4 | 2  | 39 | 14 | +25  |
| 2    | Red Star Strasbourg            | 21  | 16 | 8  | 5 | 3  | 38 | 24 | +14  |
| 3    | SR Colmar rés.                 | 19  | 16 | 8  | 3 | 5  | 25 | 23 | +2   |
| 4    | AS Mulhouse                    | 17  | 16 | 7  | 3 | 6  | 37 | 32 | +5   |
| 5    | AS Strasbourg                  | 16  | 16 | 6  | 4 | 6  | 27 | 23 | +4   |
| 6    | FC Strasbourg Koenigshoffen 06 | 16  | 16 | 6  | 4 | 6  | 25 | 29 | -4   |
| 7    | SS Dornach Mulhouse            | 14  | 16 | 6  | 2 | 8  | 35 | 31 | +4   |
| 8    | FC Haguenau                    | 11  | 16 | 4  | 3 | 9  | 26 | 37 | -11  |
| 9    | SC Schiltigheim                | 6   | 16 | 3  | 0 | 13 | 16 | 50 | -34  |

Légende :
- Montée en CFA 1949-1950
- Descente en Promotion d'Honneur 1949-1950

### Parcours en Coupe d'Alsace
Depuis la saison 1946-1947, la Ligue d'Alsace de football association organise une coupe dite « d'Alsace » opposant les clubs amateurs et les réserves des clubs professionnels, suivant le système de la Coupe de France.
Pour la troisième édition de cette coupe, 225 clubs sont engagés. En huitièmes de finale, les SRC amateurs battent le FC Masevaux par cinq buts à un. L'AS Ingwiller est battue par cinq buts à deux en quarts de finale. En demi-finale, les Colmariens écartent le FC Mulhouse, redevenu amateur en 1946, sur le score plus étriqué de deux buts à un.
La finale a lieu au stade de la Meinau, le 29 mai 1949, devant 1 500 spectateurs. Elle oppose les SRC au CS Pierrots Vauban de Strasbourg. Il pleut énormément et le match est marqué par un violent orage. Le terrain est rapidement impraticable, tandis que le vent va dans un sens favorisant les Verts. De plus, tandis que la réserve évolue en DH, les Pierrots sont alors en division départementale. Les SR Colmar ouvrent la marque dès la 22e minute par Fillinger, sur corner. Ce sera le seul but du match, ainsi remporté par les Colmariens, nettement supérieurs sur le plan technique, même si les Pierrots étaient loin d'être repliés uniquement en défense.